# Lista de prefeitos de Porto Alegre
Esta é a lista dos prefeitos de Porto Alegre, capital do Rio Grande do Sul. Ao longo da história, o cargo de chefe da administração municipal foi exercido por administradores, intendentes e prefeitos. O cargo existe desde 1890, um ano após a Proclamação da República. O atual prefeito é Sebastião Melo, do MDB, e o vice-prefeito, Ricardo Gomes, do PL, eleitos na eleição municipal de 2020 e empossados em 1.º de janeiro de 2021. Melo foi reeleito na eleição municipal de 2024, dessa vez com Betina Worm (PL) como vice-prefeita.

## História

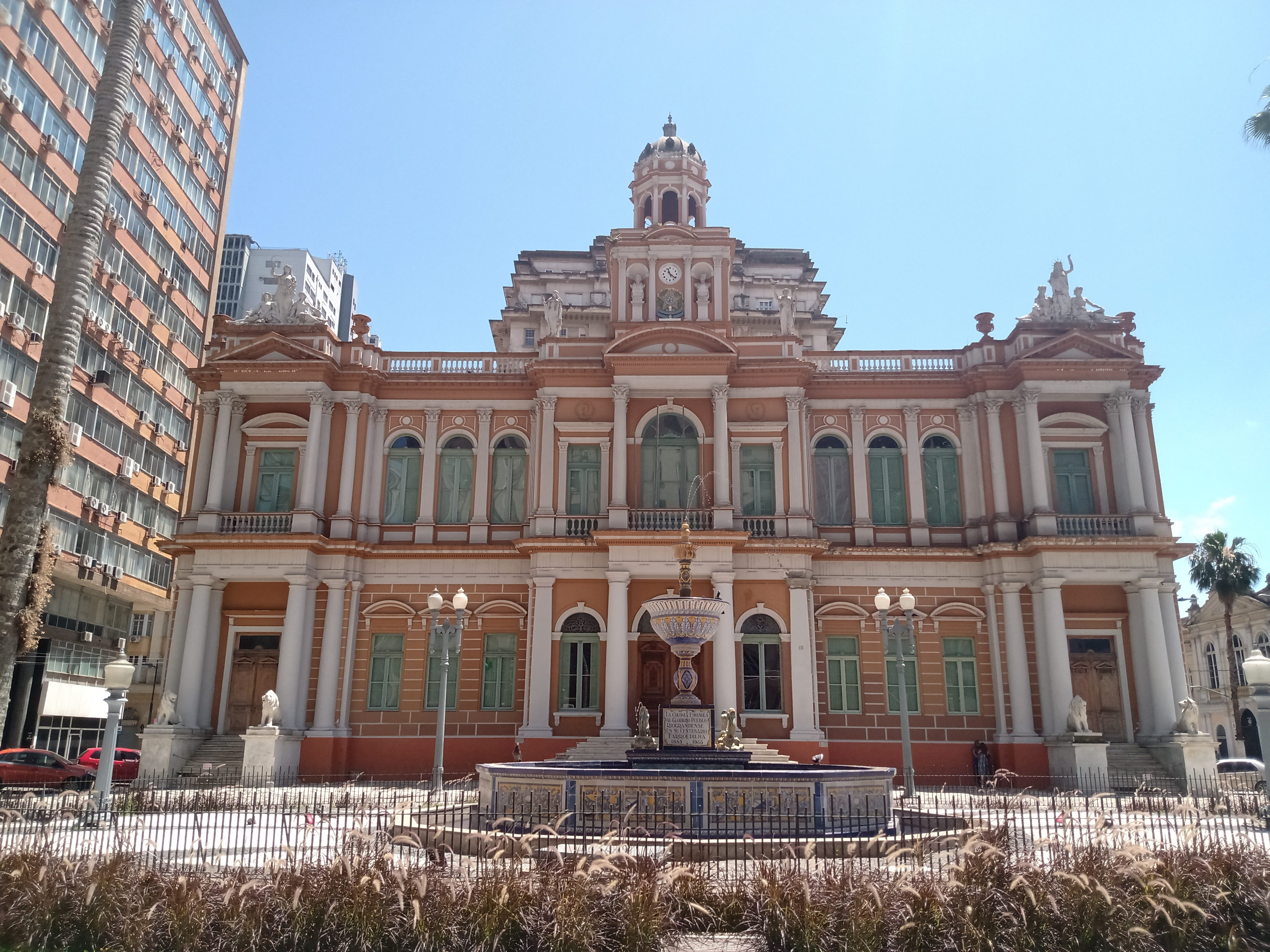
Paço Municipal de Porto Alegre, antigo Centro Administrativo Municipal

Em 1890, Porto Alegre era administrada pela Câmara Municipal. O órgão era formado por oito vereadores: João Antunes da Cunha Neto (Presidente), João da Mata Coelho, Rafael Gonçalves Ventura, Guilherme Shell, José Domingos da Costa, Bibiano Dias de Castro, Felicíssimo Manuel de Azevedo e Antônio da Azevedo Lima. Tão logo instaurou-se a república, os vereadores não identificados com o regime abandonaram seus cargos.
A Constituição de 1891 passou aos governos estaduais a incumbência de definir o formato das administrações municipais. Dessa forma, a constituição estadual foi alterada. O novo texto transformou a Câmara Municipal em Conselho Municipal, que seria ocupada por conselheiros eleitos pela população. Tomaram posse os seguintes cidadãos: Domingos de Sousa Brito (Presidente), Gonçalo Henrique de Carvalho (Secretário), Domingos Martins Pereira e Souza, João Pimentel, Joaquim José da Silva Filho, Antônio Gomes de Carvalho e Rafael Gomes Ventura.
De 1890 até outubro de 1892, o comando de Porto Alegre foi realizado por integrantes do Conselho Municipal. A partir dessa data, a chefia da administração pública ganhou um cargo próprio: o intendente. O primeiro eleito para a função foi Alfredo Augusto de Azevedo, que comandava o Conselho nesse período. O Governo Municipal do Intendente era composto pela própria figura do intendente, o vice, assessores e sub-intendentes, um para cada distrito da cidade, além do Conselho Municipal.
Com a Revolução de 1930, as intendências foram substituídas pelas prefeituras, os intendentes pelos prefeitos e os concelhos municipais pelas câmaras municipais.

### Ex-prefeitos vivos

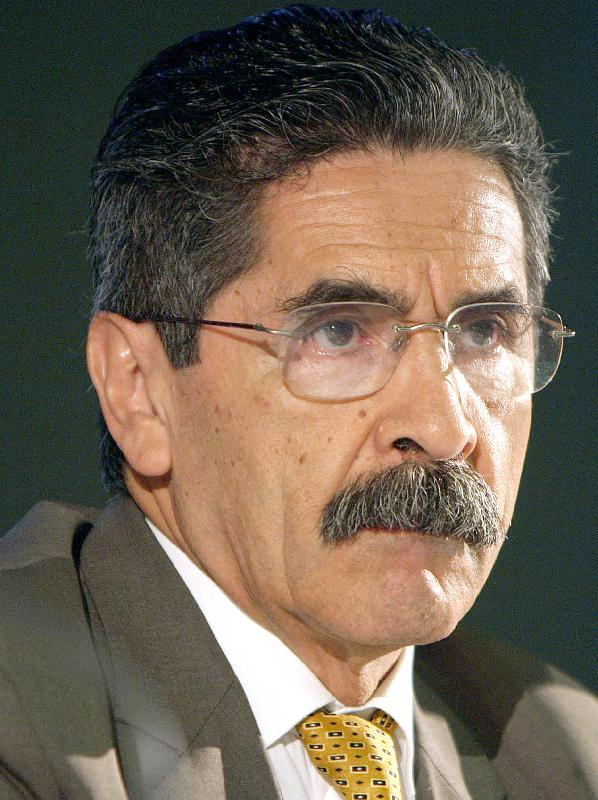
Olívio Dutra, - prefeito entre 1989 e 1992
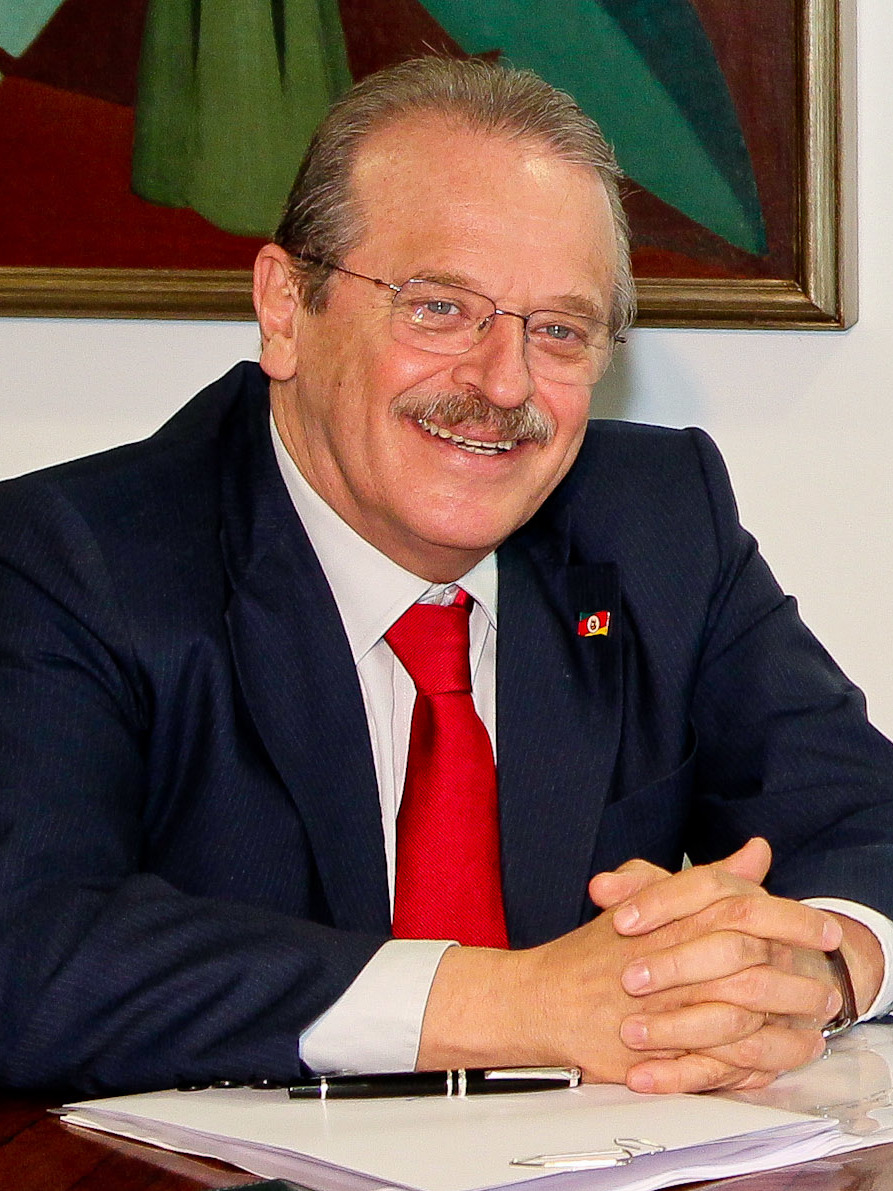
Tarso Genro, - prefeito entre 1993 e 1996, 2001 e 2002
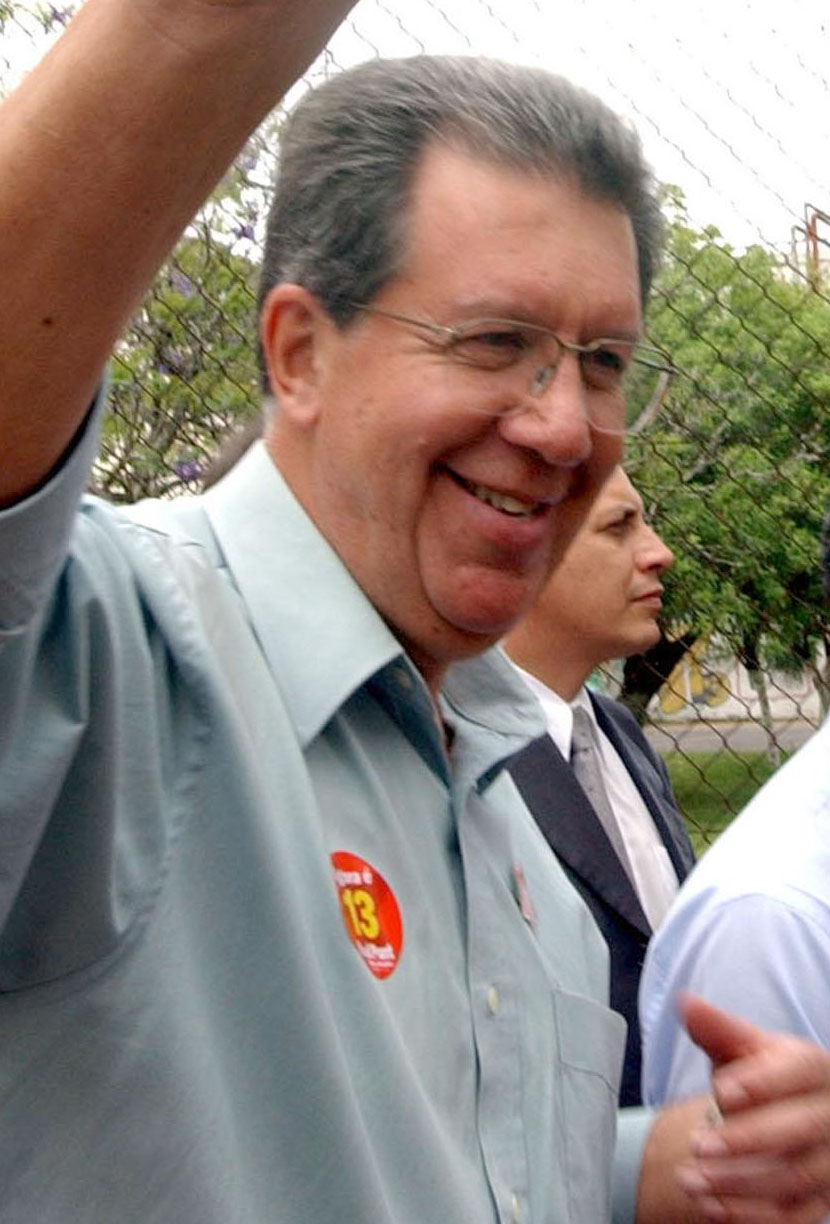
Raul Pont, - prefeito entre 1997 e 2000
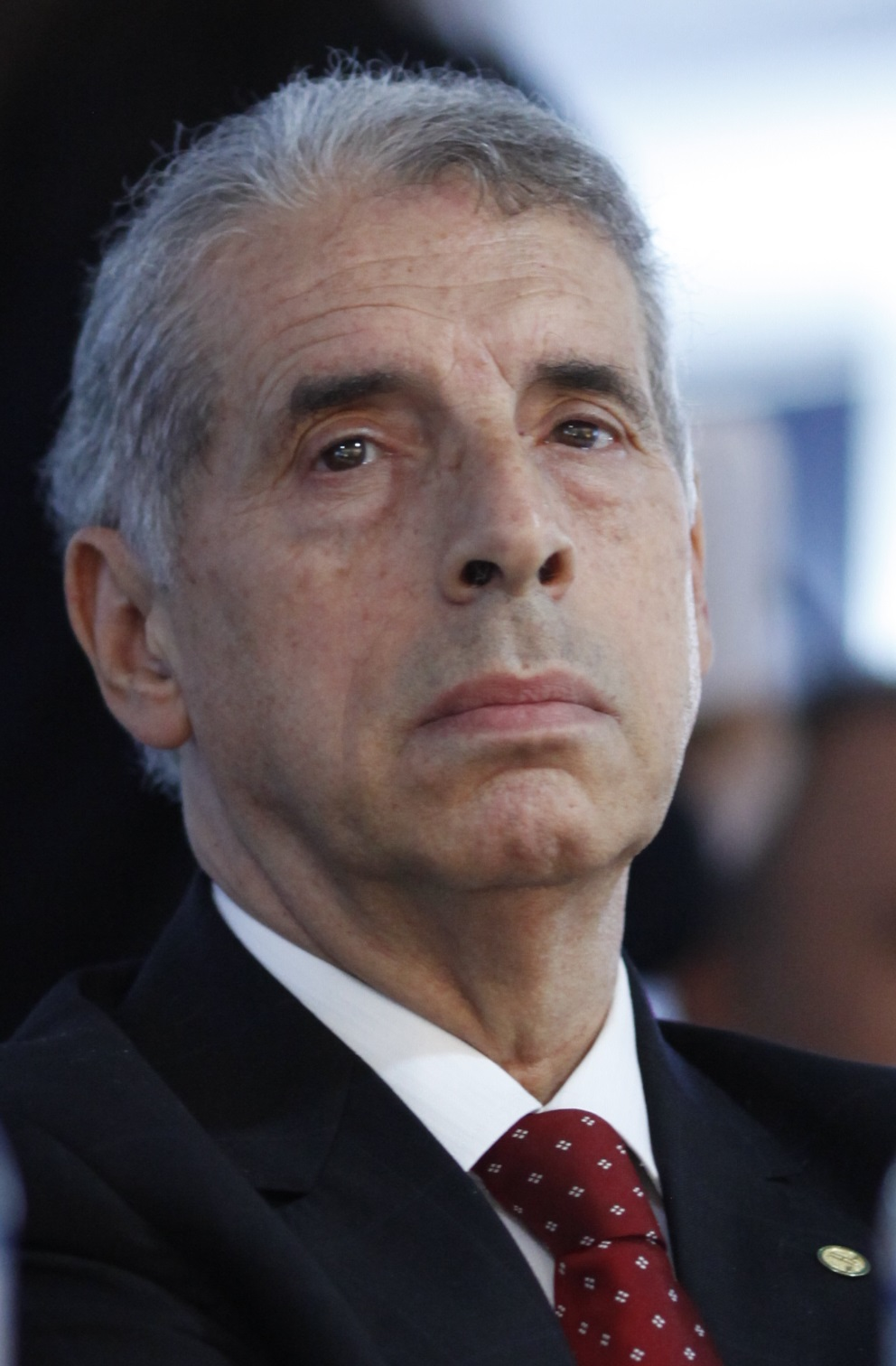
José Fogaça, - prefeito entre 2005 e 2010
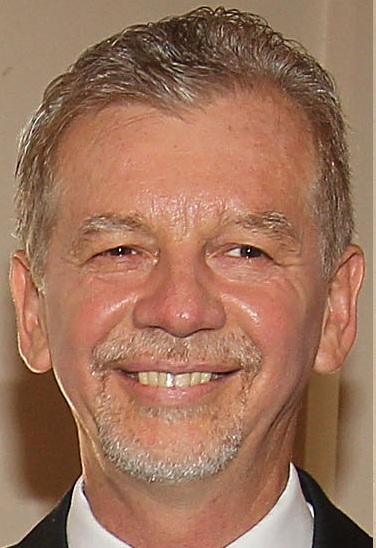
José Fortunati, - prefeito entre 2010 e 2016
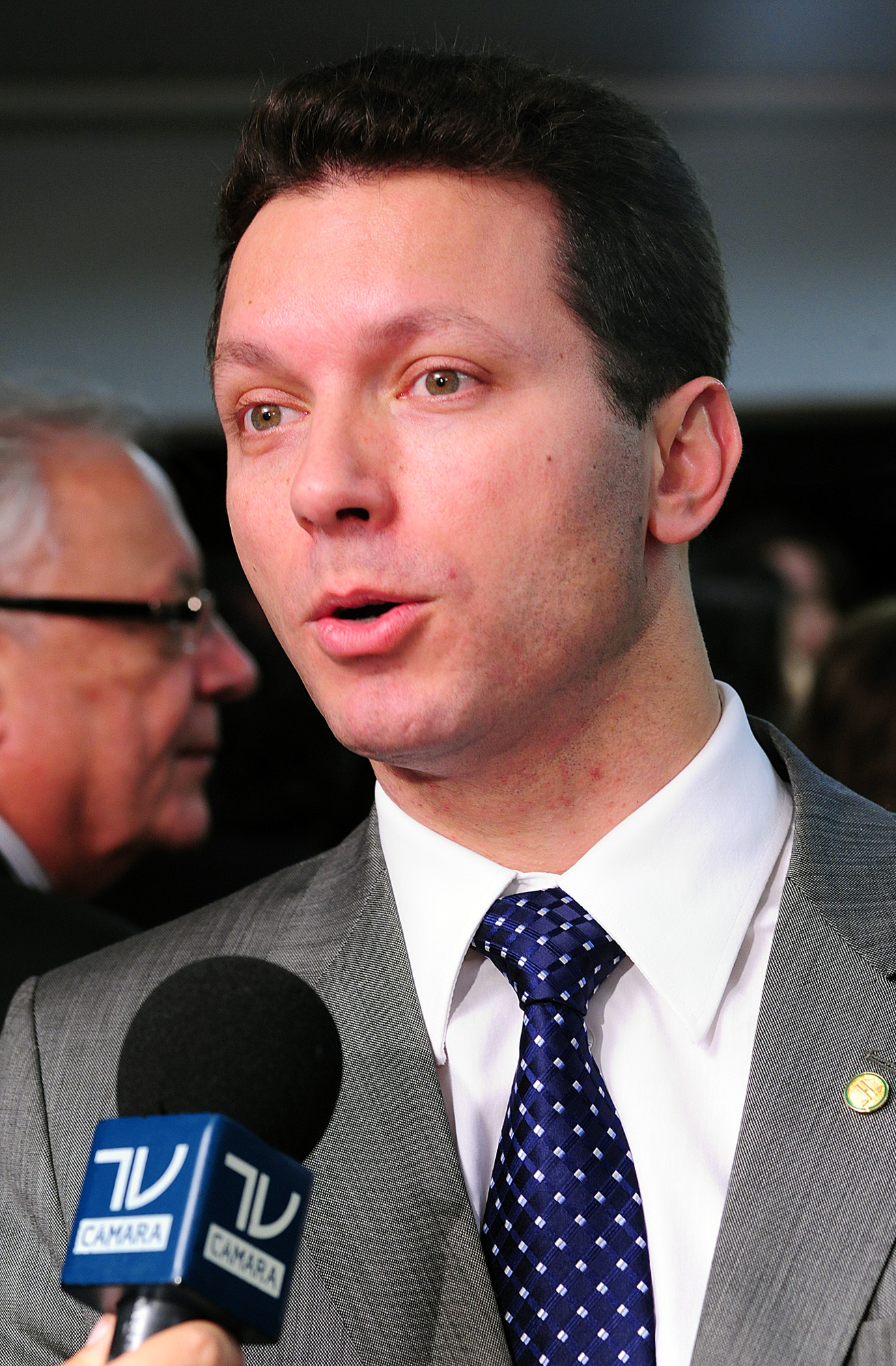
Nelson Marchezan Júnior, - prefeito entre 2017 e 2020

## Lista de prefeitos
| Cor    | Significado                                                                                  |
| Verde  | Mandatários titulares eleitos por votação direta                                             |
| Marrom | Vice-prefeito em exercício                                                                   |
| Azul   | Mandatários eleitos indiretamente, ou representantes do Poder Legislativo e Poder Judiciário |
| Bege   | Mandatários nomeados diretamente pelo governo central                                        |

| Nº                             | Nome                          | Imagem                                           | Partido                                      | Início do mandato       | Fim do mandato                                                                                | Observações |
| Primeira República (1889-1930) |                               |                                                  |                                              |                         |                                                                                               | |
| 1                              | Felicíssimo Manuel de Azevedo |                                                  | Partido Republicano Rio-Grandense PRR        | 22 de janeiro de 1890   | 21 de novembro de 1891                                                                        | Membro do primeiro Conselho Municipal, formado logo após a Proclamação da República, foi o primeiro administrador municipal. |
| 2                              | João Damata Coelho            |                                                  | Partido Republicano Rio-Grandense PRR        | 21 de novembro de 1891  | 11 de junho de 1892                                                                           | Membro do primeiro Conselho Municipal. |
| 3                              | José Domingues da Costa       |                                                  | Partido Republicano Rio-Grandense PRR        | 11 de junho de 1892     | 29 de junho de 1892                                                                           | Membro do primeiro Conselho Municipal. |
| 4                              | Domingos de Souza Brito       |                                                  | Partido Republicano Rio-Grandense PRR        | 29 de junho de 1892     | 12 de outubro de 1892                                                                         | Membro do primeiro Conselho Municipal. |
| 5                              | Alfredo Augusto de Azevedo    |                                                  | Partido Republicano Rio-Grandense PRR        | 12 de outubro de 1892   | 3 de janeiro de 1896                                                                          | Nomeado como Intendente, nova nomeclatura dada ao administrador municipal, por indicação do Presidente Provincial. |
| 6                              | João Luís de Farias Santos    |                                                  | Partido Republicano Rio-Grandense PRR        | 3 de janeiro de 1896    | 15 de outubro de 1896                                                                         | Intendente, nomeado pelo Presidente Provincial. |
| 7                              | Cherubim Febeliano da Costa   |                                                  | Partido Republicano Rio-Grandense PRR        | 15 de outubro de 1896   | 15 de março de 1897                                                                           | Intendente, eleito indiretamente pelo Conselho Municipal para um mandato-tampão devido ao impedimento do titular eleito em assumir na data prevista para à posse. |
| 8                              | José Montaury                 |                                                  | Partido Republicano Rio-Grandense PRR        | 15 de março de 1897     | 15 de outubro de 1924                                                                         | Intendente, eleito por voto direto sete vezes consecutivas. Permaneceu por 27 anos no cargo. |
| 9                              | Otávio Rocha                  |                                                  | Partido Republicano Rio-Grandense PRR        | 15 de outubro de 1924   | 27 de fevereiro de 1928                                                                       | Intendente, eleito por voto direto. |
| Segunda República (1930-1937)  |                               |                                                  |                                              |                         |                                                                                               | |
| 10                             | Alberto Bins                  |                                                  | Partido Republicano Rio-Grandense PRR        | 27 de fevereiro de 1928 | 22 de outubro de 1937                                                                         | Vice-Intendente, assumiu após a morte do titular. Eleito por voto direto em 1928. Após a tomada do poder por Vargas em 1930, houve a alteração da Lei Orgânica, que passou a chamar o chefe do executivo municipal de Prefeito, sendo nomeado pelo interventor estadual. |
| Estado Novo (1937-1945)        |                               |                                                  |                                              |                         |                                                                                               | |
| 11                             | José Loureiro da Silva        |                                                  | Sem partido                                  | 22 de outubro de 1937   | 15 de setembro de 1943                                                                        | Prefeito nomeado. |
| 12                             | Antônio Brochado da Rocha     |                                                  | Sem partido                                  | 15 de setembro de 1943  | 14 de maio de 1945                                                                            | Prefeito nomeado. |
| 13                             | Clóvis Pestana                |                                                  | Partido Social Democrático PSD               | 14 de maio de 1945      | 6 de novembro de 1945                                                                         | Prefeito nomeado. |
| 14                             | Ivo Wolf                      |                                                  | Partido Democrata Cristão PDC                | 6 de novembro de 1945   | 21 de fevereiro de 1946                                                                       | Prefeito nomeado. |
| Quarta República (1946-1964)   |                               |                                                  |                                              |                         |                                                                                               | |
| 15                             | Edígio Soares da Costa        |                                                  | Partido Social Democrático PSD               | 21 de fevereiro de 1946 | 19 de novembro de 1946                                                                        | Prefeito nomeado. |
| 16                             | Conrado Rigel Ferrari         |                                                  | Partido Social Democrático PSD               | 19 de novembro de 1946  | 27 de março de 1947                                                                           | Prefeito nomeado. |
| 17                             | Gabriel Pedro Moacyr          |                                                  | Partido Social Democrático PSD               | 27 de março de 1947     | 15 de julho de 1948                                                                           | Prefeito nomeado. |
| 18                             | Ildo Meneghetti               |                                                  | Partido Social Democrático PSD               | 15 de julho de 1948     | 1º de fevereiro de 1951                                                                       | Prefeito nomeado. |
| 19                             | Eliseu Paglioli               |                                                  | Partido Trabalhista Brasileiro PTB           | 1º de fevereiro de 1951 | 17 de novembro de 1951                                                                        | Prefeito nomeado. |
| 20                             | José Antônio Aranha           |                                                  | Partido Trabalhista Brasileiro PTB           | 17 de novembro de 1951  | 1º de janeiro de 1952                                                                         | Prefeito eleito indiretamente. |
| 21                             | Ildo Meneghetti               |                                                  | Partido Social Democrático PSD               | 1º de janeiro de 1952   | 3 de julho de 1954                                                                            | Prefeito eleito por voto direto. Renunciou ao mandato para concorrer ao Governo Estadual. |
| 22                             | Ludolfo Boehl                 |                                                  | União Democrática Nacional UDN               | 3 de julho de 1954      | 13 de setembro de 1954                                                                        | Prefeito eleito indiretamente. |
| 23                             | Manoel Osório da Rosa         |                                                  | Partido Libertador UDN                       | 13 de setembro de 1954  | 31 de janeiro de 1955                                                                         | Prefeito eleito indiretamente. |
| 24                             | Manuel Sarmanho Vargas        |                                                  | Partido Trabalhista Brasileiro PTB           | 31 de janeiro de 1955   | 3 de outubro de 1955                                                                          | Prefeito eleito indiretamente. |
| 25                             | Martim Aranha                 |                                                  | União Democrática Nacional UDN               | 3 de outubro de 1955    | 1º de janeiro de 1956                                                                         | Prefeito eleito indiretamente. |
| 26                             | Leonel Brizola                |                                                  | Partido Trabalhista Brasileiro PTB           | 1º de janeiro de 1956   | 29 de dezembro de 1958                                                                        | Prefeito eleito por voto direto. Renunciou ao mandato para concorrer ao Governo Estadual. |
| 27                             | Tristão Sucupira Vianna       |                                                  | Partido Trabalhista Brasileiro PTB           | 29 de dezembro de 1958  | 1º de janeiro de 1960                                                                         | Vice-prefeito eleito por voto direto, assumiu após renúncia do titular. |
| 28                             | José Loureiro da Silva        |                                                  | Partido Democrata Cristão PDC                | 1º de janeiro de 1960   | 1º de janeiro de 1964                                                                         | Prefeito eleito por voto direto. |
| 29                             | Sereno Chaise                 |                                                  | Partido Trabalhista Brasileiro PTB           | 1º de janeiro de 1964   | 8 de maio de 1964                                                                             | Prefeito eleito por voto direto. Teve o mandato cassado por força do Ato Institucional n.º 1 (AI-1). |
| Ditadura Militar (1964-1985)   |                               |                                                  |                                              |                         |                                                                                               | |
| 30                             | Célio Marques Fernandes       |                                                  | Aliança Renovadora Nacional ARENA            | 9 de maio de 1964       | 13 de abril de 1965                                                                           | Prefeito eleito indiretamente, sendo afastado do cargo posteriormente. |
| 31                             | Renato Souza                  |                                                  | Movimento Democrático Brasileiro MDB         | 13 de abril de 1965     | 9 de junho de 1965                                                                            | Prefeito eleito indiretamente para um mandato-tampão pela Câmara dos Vereadores. |
| 32                             | Célio Marques Fernandes       |                                                  | Aliança Renovadora Nacional ARENA            | 9 junho de 1965         | 31 de março de 1969                                                                           | Reconduzido ao cargo, após decisão do Supremo Tribunal Federal. |
| 33                             | Telmo Thompson Flores         |                                                  | Aliança Renovadora Nacional ARENA            | 31 de março de 1969     | 8 de abril de 1975                                                                            | Prefeito nomeado. |
| 34                             | Guilherme Villela             |                                                  | Aliança Renovadora Nacional ARENA            | 8 de abril de 1975      | 8 de abril de 1983                                                                            | Prefeito eleito indiretamente. |
| 35                             | João Dib                      |                                                  | Partido Democrático Social PDS               | 8 de abril de 1983      | 1º de janeiro de 1986                                                                         | Prefeito eleito indiretamente. |
| Nova República (1985-)         |                               |                                                  |                                              |                         |                                                                                               | |
| 36                             | Alceu Collares                |                                                  | Partido Democrático Trabalhista PDT          | 1º de janeiro de 1986   | 1º de janeiro de 1989                                                                         | Prefeito eleito em sufrágio universal. |
| 37                             | Olívio Dutra                  |                                                  | Partido dos Trabalhadores PT                 | 1º de janeiro de 1989   | 31 de dezembro de 1992                                                                        | Prefeito eleito em sufrágio universal. |
| 38                             | Tarso Genro                   |                                                  | Partido dos Trabalhadores PT                 | 1º de janeiro de 1993   | 31 de dezembro de 1996                                                                        | Prefeito eleito em sufrágio universal.. |
| 39                             | Raul Pont                     |                                                  | Partido dos Trabalhadores PT                 | 1º de janeiro de 1997   | 31 de dezembro de 2000                                                                        | Prefeito eleito em sufrágio universal. |
| 40                             | Tarso Genro                   |                                                  | Partido dos Trabalhadores PT                 | 1º de janeiro de 2001   | 4 de abril de 2002                                                                            | Prefeito eleito em sufrágio universal. Renunciou ao cargo para disputar o Governo Estadual. |
| 41                             | João Verle                    |                                                  | Partido dos Trabalhadores PT                 | 4 de abril de 2002      | 1º de janeiro de 2005                                                                         | Vice-prefeito eleito em sufrágio universal, assumiu após renúncia do titular. |
| 42                             | José Fogaça                   |                                                  | Partido Popular Socialista PPS               | 1º de janeiro de 2005   | 31 de dezembro de 2008                                                                        | Prefeito eleito em sufrágio universal. |
| 42                             | José Fogaça                   | Partido do Movimento Democrático Brasileiro PMDB | 1º de janeiro de 2009                        | 30 de março de 2010     | Prefeito reeleito em sufrágio universal. Renunciou ao cargo para disputar o Governo Estadual. | |
| 43                             | José Fortunati                |                                                  | Partido Democrático Trabalhista PDT          | 30 de março de 2010     | 31 de dezembro de 2012                                                                        | Vice-prefeito eleito em sufrágio universal, assumiu após a renúncia do titular. |
| 43                             | José Fortunati                | Partido Democrático Trabalhista PDT              | 1º de janeiro de 2013                        | 31 de dezembro de 2016  | Prefeito reeleito em sufrágio universal.                                                      | |
| 44                             | Nelson Marchezan Jr.          |                                                  | Partido da Social Democracia Brasileira PSDB | 1º de janeiro de 2017   | 31 de dezembro de 2020                                                                        | Prefeiro eleito em sufrágio universal. |
| 45                             | Sebastião Melo                |                                                  | Movimento Democrático Brasileiro MDB         | 1º de janeiro de 2021   | 31 de dezembro de 2024                                                                        | Prefeiro eleito em sufrágio universal. |
| 45                             | Sebastião Melo                | Movimento Democrático Brasileiro MDB             | 1º de janeiro de 2025                        | Atual                   | Prefeito reeleito em sufrágio universal.                                                      | |

### Ex-prefeitos vivos[4]
- Olívio Dutra, 10 de junho de 1941 (84 anos) - prefeito entre 1989 e 1992
- Tarso Genro, 6 de março de 1947 (78 anos) - prefeito entre 1993 e 1996, 2001 e 2002
- Raul Pont, 14 de maio de 1944 (81 anos) - prefeito entre 1997 e 2000
- José Fogaça, 13 de janeiro de 1947 (78 anos) - prefeito entre 2005 e 2010
- José Fortunati, 24 de outubro de 1955 (69 anos) - prefeito entre 2010 e 2016
- Nelson Marchezan Júnior, 30 de novembro de 1971 (53 anos) - prefeito entre 2017 e 2020